# Galcerán Albanell
Galcerán Albanell, también Garcerán o Albañel, (Barcelona, 1561-Granada, 10 de mayo de 1626) fue un erudito y sacerdote católico español, preceptor de Felipe IV, abad de Alcalá la Real y arzobispo de Granada.

## Trayectoria

### Origen
Hijo de Jerónimo de Albanell, caballero de Calatrava y de Isabel Girón de Rebolledo, descendiente de los señores de Talamanca. 

### Formación
No han trascendido los lugares en los que recibió formación en su juventud, pero las biografías disponibles señalan que era un experto en latín, griego y hebreo y que se doctoró en derecho canónico en la Universidad de Alcalá.

### Alcaide en Tortosa
A principios del siglo xvii ejerció como alcaide en el castillo de la Zuda en Tortosa, cargo que tradicionalmente venían ocupando desde el último cuarto del siglo xv miembros de la familia Gil de Rebolledo. Desempeñando esta función, Galcerán Albanell estuvo encargado por la corona, desde marzo de 1611 hasta el mismo mes del año siguiente, de administrar los bienes de los moriscos expulsos que estaban bajo su jurisdicción. En virtud del ejercicio del mismo cargo tuvo que enfrentar motines y alborotos habidos en Tortosa y su comarca a consecuencia de la reforma monetaria de 1611.
Felipe III le encargó en 1612 la formación del Príncipe de Asturias, futuro rey Felipe IV, y del resto de sus hijos.
Según Francisco Henríquez de Jorquera, estuvo casado siendo mozo y tuvo un hijo que sirvió al rey.

### Presbítero
Ya viudo y estando en la corte, fue ordenado presbítero y nombrado abad de Alcalá la Real, aunque no se desplazó a la sede para atender su obligaciones en la corte.

### Arzobispo
El 16 de noviembre de 1620 fue nombrado arzobispo de Granada, siendo consagrado en la Real Capilla en presencia de Felipe III y entrando en la sede el 5 de abril de 1621.

### Final
Tras una dolorosa enfermedad, falleció en Granada el 10 de mayo de 1626. Sus restos fueron inhumados en la capilla de Santa Ana de la catedral de Granada al considerar el cabildo ubicación más adecuada que la capilla del Santo Cristo de la Columna, lugar donde había mandado el arzobispo colocar su sepultura.

### Obra
Al parecer dejó algunas obras manuscritas entre las que en la Bibliografía Eclesiástica Completa se citan:
- Panegiricum in Fhelipi IV Hispaniarum Principis et Serenesissimae Isabelae Borboniae nuptiis.
- Compendio de la historia general de España (2 tomos).
- Instrucción al conde-duque de Olivares para su gobierno.
- Parecer sobre la residencia de los obispos.